# Billy MacLellan
Billy MacLellan (* 31. Januar 1974 in Kap-Breton-Insel) ist ein kanadischer Schauspieler, Drehbuchautor, Filmproduzent, Filmeditor, Stuntman, Dokumentarfilmer, Kameramann und Sprecher.
Er ist vor allem als zweifacher Gewinner des ACTRA Award für herausragende männliche Stimmleistung bekannt: 2012 für seine Hauptrolle in der Hörspielserie Afghanada und 2023 für seine Erzählung der Hörbuchversion von Hugh MacLennans Roman Each Man’s Son.
Er stammt ursprünglich von der Kap-Breton-Insel. Außerdem war er bei den 21. Gemini Awards 2006 für seinen Auftritt in „ReGenesis“ als „Bester Gastschauspieler in einer Dramaserie“ für den Gemini Award nominiert, und 2010 für seinen Auftritt in einer Inszenierung von „No Great Mischief“ des Neptune Theatre als „Bester Schauspieler“ für den Robert Merritt Award nominiert.
Bei Hamlet (Solo) war er 2007 als Kameramann tätig. Bei den Produktionen Bomb Girls (2012), Convert Affairs (2012), An Amish Murder (2013), Remedy (2014) und Dark Matter (2016) war er als Stuntman beteiligt.

## Filmografie
- 1999: Blue Moon
- 2002: American Psycho II: Der Horror geht weiter (American Psycho 2)
- 2003: Slings & Arrows
- 2004–2006: ReGenesis
- 2005: The Life and Hard Times of Guy Terrifico
- 2006: Warriors of Terra
- 2009–2011: Flashpoint – Das Spezialkommando (Flashpoint)
- 2010: Rookie Blue
- 2011: Republic of Doyle – Einsatz für zwei (Republic of Doyle)
- 2011: Heartland – Paradies für Pferde (Heartland)
- 2012: Bomb Girls
- 2013: Unlikely Heroes
- 2013: Catch a Christmas Star
- 2014: The Ron James Show
- 2015: Defiance
- 2015: Murdoch Mysteries – Auf den Spuren mysteriöser Mordfälle (Murdoch Mysteries)
- 2015–2016: 12 Monkeys
- 2016: The Expanse
- 2016: Watch Dogs 2
- 2017: Wynonna Earp
- 2017: Bellevue
- 2018: Far Cry 5
- 2018: Caught
- 2018: Star Trek: Discovery
- 2019: The Silence
- 2019: Goalie
- 2019–2022: Diggstown
- 2021: Nobody
- 2022: Pretty Hard Cases
- 2022: In the Dark
- 2022: Delia’s Gone
- 2022: Christmas on the Rocks
- 2023: Hailey Rose
- 2025: Nobody 2